# Tenis na Letních olympijských hrách 1912
Tenis na Letních olympijských hrách 1912 ve Stockholmu měl na programu osm soutěží, nejvíce v historii olympijského turnaje. Odehrány byly mužská dvouhra a čtyřhra, ženská dvouhra a smíšené čtyřhry, venku i v hale. Na programu tak chyběl pouze ženský debl.
Jednalo se o druhý a současně poslední ročník olympijského turnaje, který hostil halové soutěže. V důsledku první světové války se další hry uskutečnily až v roce 1920.

## Olympijský turnaj
Halový turnaj na krytých dvorcích s dřevěným povrchem probíhal mezi 5.–12. květnem 1912, jakožto zahajovací disciplína olympijských her. Venkovní soutěže na antukových dvorcích se uskutečnily od 28. června do 5. července 1912. Turnaj se odehrál v areálu Östermalms IP, dokončeného v roce 1906. Plán olympiády přinesl rekonstrukci, aby se v něm mohly konat venkovní i halová část.
Šest států – Švédsko, Velká Británie na Letních olympijských hrách 1912, Dánsko, Australasie, Francie a Čechy, vyslaly do halového turnaje celkem dvacet dva reprezentantů. Jediným australasijským olympionikem v něm se stal Novozélanďan Anthony Wilding, který představoval úřadujícího wimbledonského vítěze. Z turnaje si odvezl bronzovou medaili. Úvodní zápasy byly odehrány 5. května. Wildinga v semifinále vyřadil britský hráč Charles P. Dixon. Zlatý kov připadl Francouzi André Gobert po finálové výhře nad držitelem stříbrné medaile Dixonem, když v zápase neztratil ani jeden set.
Do venkovního turnaje nastoupilo sedmdesát účastníků z dvanácti států. Žádného reprezentanta však nevyslala Velká Británie pro paralelně hraný grandslam ve Wimbledonu 1912. Olympijský organizační výbor odmítl posunout datum stockholmské události i přes žádost britských autorit. Významní hráči, včetně Anthonyho Wildinga, Andrého Goberta a Arthura Gorea, tak odmítli startovat na olympiádě a zvolili účast ve Wimbledonu. Zlato a stříbro si v mužské dvouhře rozdělili Jihoaričené Charles Winslow a Harold Kitson, když první z nich triumfoval po setech 7–5, 4–6, 10–8 a 8–6. Tato dvojice vytvořila pár do mužské čtyřhry, kterou vyhrála. Stříbrné kovy si odvezli poražení finalisté Felix Pipes a Arthur Zborzil z Rakouska. Šampionkou ženského singla se stala Francouzka Marguerite Broquedisová, jež v boji o zlato zdolala německou olympioničku Dorotheu Koringovou. Smíšenou soutěž ovládl německý pár Schomburgk a Koringová po výhře nad Švédy Frickovou a Setterwallem.

## Zúčastněné země
Celkově nastoupilo osmdesát dva hráčů a hráček, z toho šedesát devět mužů a třináct žen ze čtrnácti národů (muži ze 14 a ženy ze 6 národních olympijských výprav):

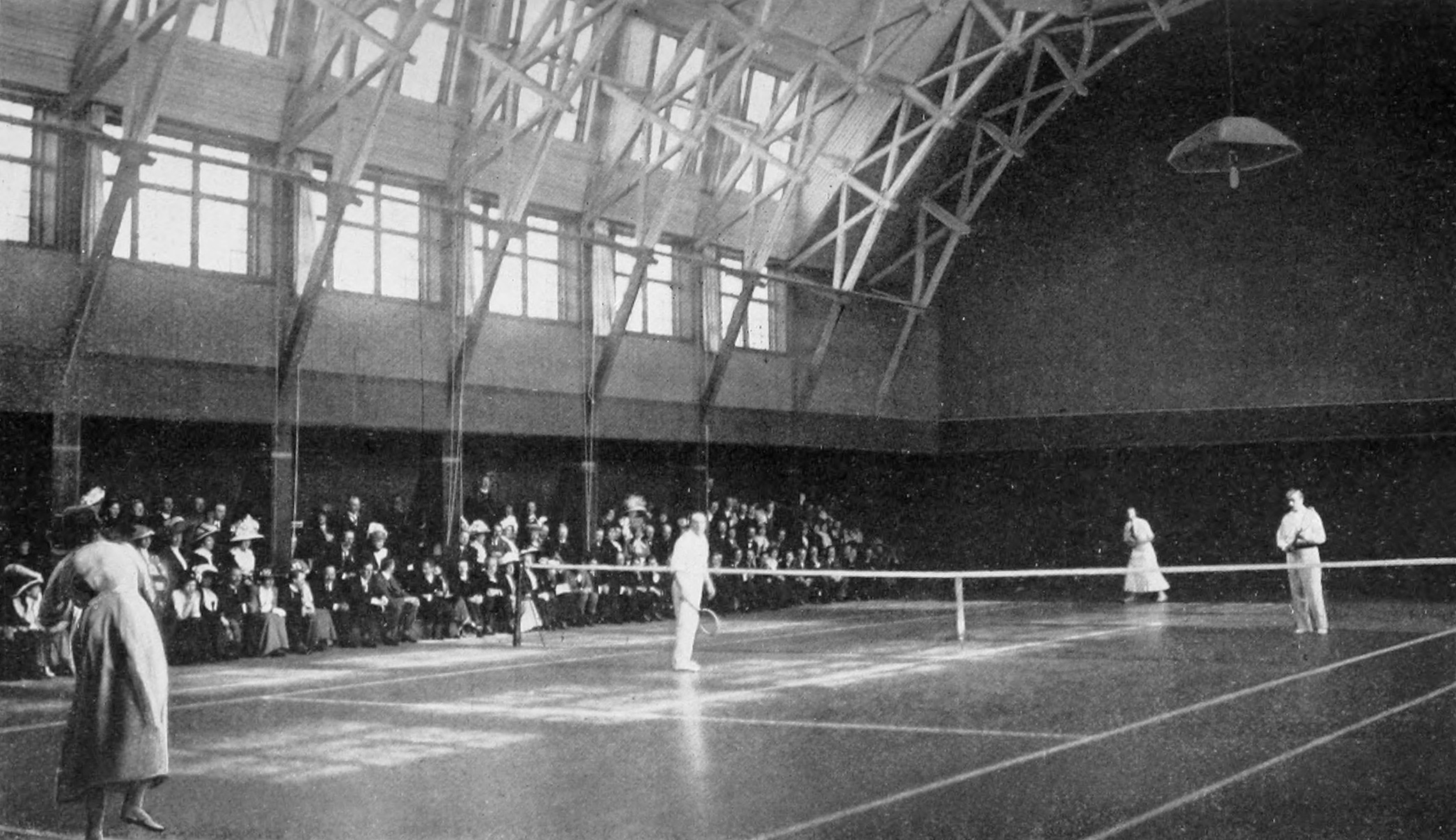
Finále smíšené čtyřhry v hale

- Australasie (ANZ) – 1 (1 muž)
- Čechy (BOH) – 8 (8 mužů)
- Dánsko (DEN) – 10 (9 mužů a 1 žena)
- Francie (FRA) – 6 (5 mužů a 1 žena)
- Jihoafrická unie (RSA) – 3 (3 muži)
- Maďarsko (HUN) – 6 (6 mužů)
- Německo (GER) – 7 (6 mužů a 1 žena)
- Nizozemsko (NED) – 1 (1 muž)
- Norsko (NOR) – 7 (6 mužů a 1 žena)
- Rakousko (AUT) – (3 muži)
- Rusko (RUS) – 2 (2 muži)
- Spojené státy americké (USA) – 1 (1 muž)
- Švédsko (SWE) – 16 (10 mužů a 6 žen)
- Velká Británie (GBR) – 11 (8 mužů a 3 ženy)

## Přehled medailí

### Medailisté
| Soutěž                 | Zlato                                                    | Stříbro                                                     | Bronz                                                   |
| Mužská dvouhra         | Charles Winslow · Jihoafrická unie (RSA)                 | Harold Kitson · Jihoafrická unie (RSA)                      | Oscar Kreuzer · Německo (GER)                           |
| Mužská dvouhra (hala)  | André Gobert · Francie (FRA)                             | Charles Dixon · Velká Británie (GBR)                        | Tony Wilding · Australasie (ANZ)                        |
| Ženská dvouhra         | Marguerite Broquedisová · Francie (FRA)                  | Dorothea Koringová · Německo (GER)                          | Molla Bjurstedtová · Norsko (NOR)                       |
| Ženská dvouhra (hala)  | Edith Hannamová · Velká Británie (GBR)                   | Sofie Castenschioldová · Dánsko (DEN)                       | Mabel Partonová · Velká Británie (GBR)                  |
| Mužská čtyřhra         | Harold Kitson · Charles Winslow · Jihoafrická unie (RSA) | Felix Pipes · Arthur Zborzil · Rakousko (AUT)               | Albert Canet · Edouard Mény de Marangue · Francie (FRA) |
| Mužská čtyřhra (hala)  | Maurice Germot · André Gobert · Francie (FRA)            | Carl Kempe · Charles Dixon · Švédsko (SWE)                  | Alfred Beamish · Charles Dixon · Velká Británie (GBR)   |
| Smíšená čtyřhra        | Dorothea Koringová · Heinrich Schomburgk · Německo (GER) | Sigrid Ficková · Gunnar Setterwall · Švédsko (SWE)          | Marguerite Broquedisová · Albert Canet · Francie (FRA)  |
| Smíšená čtyřhra (hala) | Edith Hannamová · Charles Dixon · Velká Británie (GBR)   | Helen Aitchisonová · Herbert Barrett · Velká Británie (GBR) | Sigrid Ficková · Gunnar Setterwall · Švédsko (SWE)      |

### Pořadí národů
| Pořadí  | Země                   | Zlato | Stříbro | Bronz | Celkově |
| 1.      | Francie (FRA)          | 3     | 0       | 2     | 5       |
| 2.      | Velká Británie (GBR)   | 2     | 2       | 2     | 6       |
| 3.      | Jihoafrická unie (RSA) | 2     | 1       | 0     | 3       |
| 4.      | Německo (GER)          | 1     | 1       | 1     | 3       |
| 5.      | Švédsko (SWE)          | 0     | 2       | 1     | 3       |
| 6.      | Rakousko (AUT)         | 0     | 1       | 0     | 1       |
| 6.      | Dánsko (DEN)           | 0     | 1       | 0     | 1       |
| 8.      | Australasie (ANZ)      | 0     | 0       | 1     | 1       |
| 8.      | Norsko (NOR)           | 0     | 0       | 1     | 1       |
| Celkově | Celkově                | 8     | 8       | 8     | 24      |